# Starway
Starway es un modelo de guitarra eléctrica hábidos en los años 1960 y 1970. Es conocida por haber sido el modelo que usó el guitarrista y cantante Pete Shelley durante los primeros años de su banda punk Buzzcocks. Originalmente lanzado por la marca japonesa Teisco, del cual Shelley lo adquirió, el modelo se relanzó en 2008 en como Pete Shelley Signature Starway.

## Detalles
Fue lanzado en Japón a mediados de la década de 1960.
Shelley utilizó la guitarra durante los primeros conciertos de Buzzcocks y para la grabación del primer EP de la banda, Spiral Scratch, lanzado en 1977. Incluso la utilizó cuando comenzó a ser el cantante de la banda, luego de la partida del cantante original Howard Devoto, pero la dejó de usar en 1978, cuando el modelo quedó descatalogado.
En 2007, se anunció que la marca de guitarras Eastwood iba a relanzar el modelo, aunque en la imitando la guitarra rota de Shelley y en sólo 88 copias. Las guitarras están firmadas por el mismo Pete Sheley.
Recientemente, Shelley adquirió una versión completa de la guitarra original.